# Trolejbusy w Astanie
Trolejbusy w Astanie − zlikwidowany system komunikacji trolejbusowej w Astanie w stolicy Kazachstanu.
Trolejbusy w Astanie uruchomiono w styczniu 1983. Do 2000 działało 5 linii. Do 2007 w Astanie działały dwie linie, a później już tylko linia nr 4. Ostatnią linę zamknięto w październiku 2008 z powodu nieuregulowanych opłat za prąd. Trolejbusy stoją na terenie zajezdni, która pełni funkcję myjni samochodowej.

## Tabor
W ostatnich latach w Astanie eksploatowano 27 trolejbusy typów:
- TP KAZ 398 z lat 2003 − 2004, 24 sztuki (nr 70 − 93)
- ZiU-9 z 1992 i 1983, 2 sztuki (nr 69 i 19)
- Škoda 14Tr13/6M z 1999, 1 sztuka (nr 5)